# Protohallidae
Famille
Les Protohallidae ou Protohalliidae sont une famille de chromistes de l'embranchement des Ciliophora, de la classe des Gymnostomatea  et de l’ordre des Haptorida.

## Étymologie
Le nom de la famille vient du genre type Protohallia, de proto-, premier, et -hallia, par allusion au genre Hallia, premier nom que donnèrent da Cunha et Muniz à cet organisme.

## Description
John Corliss décrit ainsi l'unique espèce de cette famille « Corps petit, ovoïde, avec disque apical et papille anale postérieure ; ciliature orale courte, peu visible ; ciliation somatique uniforme ; appareil cytopharyngé proéminent, très près de l'extrémité antérieure du corps. Ce protozoaire est omnivore et endocommensal chez les capybaras (grand cochon d'eau) ».

## Distribution
Le Protohallia décrit par da Cunha et Muniz est un parasite,  endocommensal,  du Grand cochon d'eau ou capybara Hydrochoerus hydrochaeris, le plus gros rongeur actuel.

## Liste des genres
Selon GBIF (29 décembre 2022) : aucun genre
Selon The Taxonomicon (29 décembre 2022) :
- Protohallia da Cunha & Muniz, 1927
  - Espèce unique : Protohallia uncinata (da Cunha & Muniz, 1925) da Cunha & Muniz, 1927

Cependant en 2018, une seconde espèce Protohallia nana a été décrite par Fran Cedrola et ses collaborateurs.

## Systématique
La famille des Protohallidae a été créée en 1927 par Aristides Marques da Cunha (d) (1887-1949) et Julio Muniz (d) (?-?).
D'après Erna Aescht, Protohallia est synonyme de Hallia, premier nom que da Cunha et Muniz donnèrent à cet organisme en 1927, lequel se substituait à Rhipidostoma Cunha & Muniz, 1925. 
Or Hallia avait déjà été attribué respectivement à une plante Hallia Thunberg, 1799 et à un invertébré Hallia Milne-Edwards & Haime, 1850,.

## Publication originale
Cunha A.M. da & Muniz J. (1927). Ciliés parasites de mammifères du Brésil. — C. r. Seanc. Soc. Biol. 97: 825-827.